# استيبان إسبيندولا
استيبان إسبيندولا (بالإسبانية: Esteban Espíndola)‏ هو لاعب كرة قدم أرجنتيني في مركزي قلب الدفاع، ولد في 22 مارس 1992 في سان مارتن في الأرجنتين. شارك مع منتخب الأرجنتين تحت 15 سنة لكرة القدم ومنتخب الأرجنتين تحت 17 سنة لكرة القدم. أما مع النوادي، فقد لعب مع أتليتيكو رافائيلا وانيستتوتو وديبورتيفو سابريسا وريفر بليت ونادي أتليتيكو بيلغرانو ونادي ماراثون ونويفا شيكاجو.

## وصلات خارجية
- Esteban Espíndola على موقع الاتحاد الدولي (مؤرشف)  (الإنجليزية)
- Esteban Espíndola على موقع قاعدة بيانات كرة القدم.إي يو (الإنجليزية)
- Esteban Espíndola على موقع Soccerway.com (الإنجليزية)
- Esteban Espíndola على موقع عالم كرة القدم.نت (الإنجليزية)